# Солёная (приток Большой Хеты)
Солёная (также Хакдыбира, в верховьях — Делингдэ) — река в Таймырском Долгано-Ненецком районе, правый приток Большой Хеты. Длина реки — 189 км, площадь водосборного бассейна — 1830 км².
Начинается на высоте 153 м над уровня моря, вытекая из небольшого озера в левобережье нижнего течения реки Енисей на юго-западе Таймырского Долгано-Ненецкого района Красноярского края. В верховьях, до впадения в озеро Делингдэ, носит название Делингдэ. Преимущественное направление течения — западное. Протекает по незаселённой заболоченной тундровой местности. Впадает в Большую Хету справа в 273 км от её устья. В нижнем течении ширина русла достигает 145 м при глубине 0,9 м, скорость течения — 0,5 м/с.
Наиболее значительные притоки: Деревянная (левый), Куропатова (правый), Большой Яр (правый), Холдо (правый).

## Данные водного реестра
По данным государственного водного реестра России относится к Енисейскому бассейновому округу, речной бассейн реки — Енисей, речной подбассейн реки — Енисей ниже впадения Нижней Тунгуски, водохозяйственный участок реки — Енисей от в/п города Игарка до устья без реки Хантайка от истока до Усть-Хантайского гидроузла.
Код объекта в государственном водном реестре — 17010800412116100108903.